# Gronau (Bensheim)

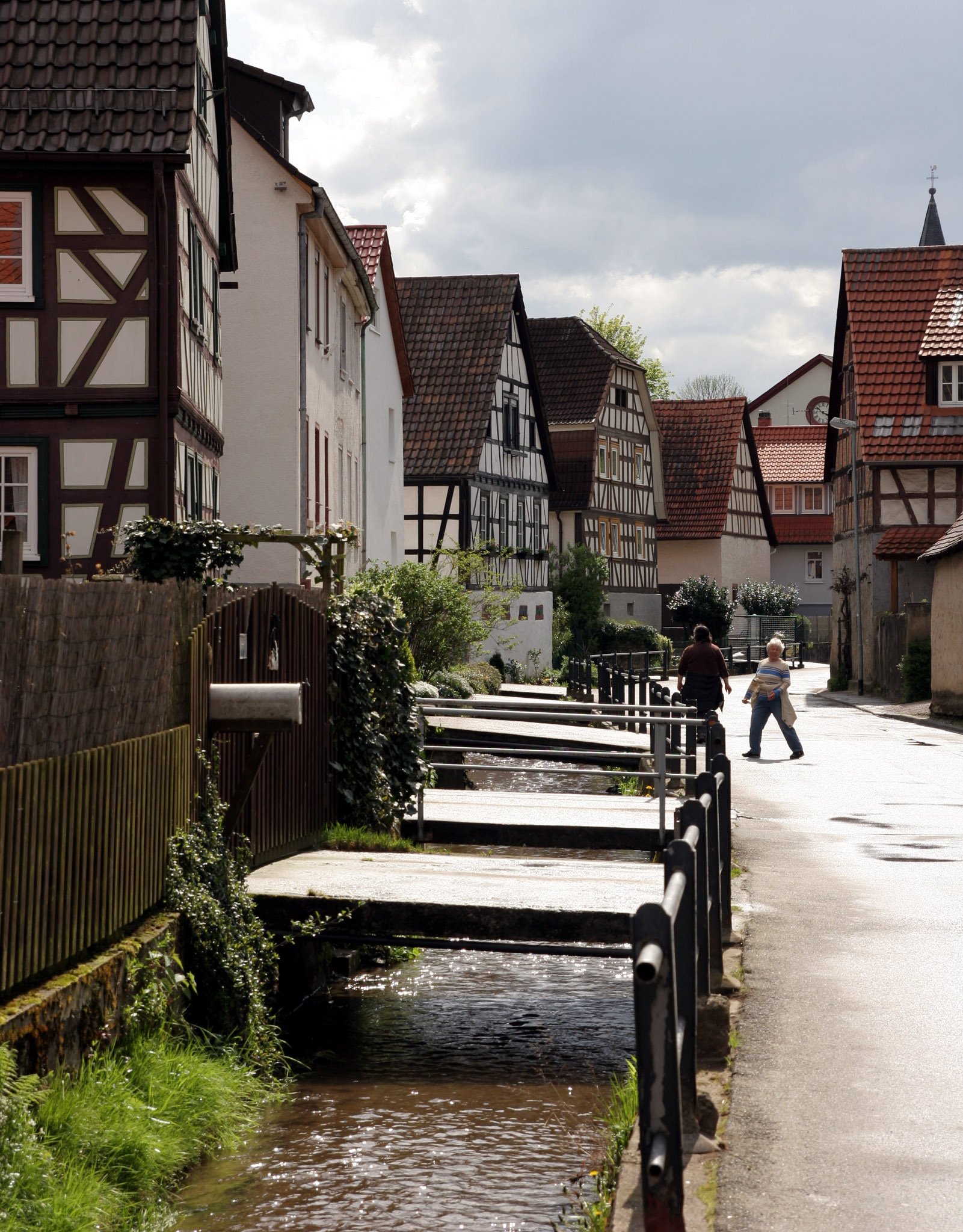
Der Meerbach in Gronau im Frühling

Gronau ist ein im Odenwald gelegener Stadtteil von Bensheim im südhessischen Landkreis Bergstraße. Gronau liegt etwa fünf Kilometer östlich von Bensheim im Meerbachtal.

## Geographische Lage
Die von Bensheim über Bensheim-Zell nach Gronau führende Kreisstraße K 58 endet hier, so dass der Ort von Durchgangsverkehr verschont ist. Gronau hat einen der schönsten Talabschlüsse des Odenwaldes. Die am nächsten gelegenen Ortschaften sind Wilmshausen und Elmshausen im Norden, Knoden und Schannenbach im Osten, Ober-Hambach im Südosten, Zell im Westen und Schönberg im Nordwesten. Wegen der Tallage besteht nur nach Zell eine direkte öffentliche Straßenverbindung. Die anderen Nachbarorte sind nur über Wirtschafts- bzw. Forstwege erreichbar.

## Geschichte

### Von den Anfängen bis zum 18. Jahrhundert
Mit einem Eintrag im Lorscher Codex, einem Besitzverzeichnis des Klosters Lorsch, wurde Gronau erstmals erwähnt. Er führt auf, dass ein Gerolt von Grunowe um das Jahr 1150 Zins an das Kloster zahlte. Die nächste erhaltene Erwähnung findet sich im Urkundenverzeichnis des Klosters Patershausen, als der Ritter Rugger von Lindenfels (1210–1220) diesem Kloster mehrere Weingärten in Grunouue schenkte. Gefördert durch viele weitere Schenkungen gehörte das Kloster Lorsch im 9.–12. Jahrhundert zu den größten und mächtigsten Benediktinerabteien Deutschlands.
Als nach dem Niedergang des Klosters, Kaiser Friedrich II. 1232 die Reichsabtei Lorsch dem Erzbistum Mainz und dessen Bischof Siegfried III. zur Reform überstellte, befand sich das Gebiet des späteren Amtes Schönberg, zu dem auch Gronau gehörte, bereits im Besitz der Pfalzgrafen.
Das Dorf Gronau entstand als geschlossenes Straßendorf bei doppelseitiger Tallage, wo aus dem Jahr 1427 der Beleg einer Mühle existiert.
Im Jahr 1339 war Gronau dann als Lehen der Pfalzgrafen in erbachischen Besitz. Aus diesem Jahr stammt eine Urkunde, in der Schenk Konrad von Erbach seine Ehefrau Kunigunde, geb. von Brugge, mit Willen seines Lehensherren, Pfalzgraf Rudolf II., mit einem Viertel der Burg Schönberg, zu der Gefälle in Schönberg, Elmshausen, Wilmshausen, Gronau, Zell und Reilenbach (=Raidelbach) gehören, bewittumt. Die Grafschaft Erbach, gehörte ab 1500 zum Fränkischen Reichskreis und die Schenken zu Erbach wurden 1532 in den Reichsgrafenstand erhoben. Die Hohe Gerichtsbarkeit über den Ort wurde durch die Zent Heppenheim ausgeübt, deren oberster Richter der 1267 erstmals erwähnte Burggraf auf der Starkenburg (über Heppenheim) war. Die Niedere Gerichtsbarkeit wurde durch das Dorfgericht im Namen der Erbacher Grafen ausgeübt; die Namen zweier Schultheißen aus den Jahren 1447 (Conz Messerer) und 1663 (Niclaus Gärtner) sind überliefert. Die erbachische Verwaltung erfolgte durch das Amt Schönberg.
Im Mittelalter hatte das Dorf etwa 150 bis höchstens 200 Einwohner. Die Bauernhöfe gruppierten sich um die Kirche und den herrschaftlichen Pachthof. Um das Dorf befanden sich noch große Teile der alten „Aue“ (feuchte Wiesen), die dem Dorf seinen Namen gaben. In den erhalten gebliebenen Kirchenbüchern finden sich für 1503 Berichte über eine Pestepidemie, der 50 Einwohner und damit rund ein Drittel der Bevölkerung zum Opfer vielen. Weitere Heimsuchungen durch die Seuche folgten 1573/1574. In dieser Zeit starben 75 Menschen. 1539 wurde in Gronau die Reformation nach dem lutherischen Glaubensbekenntnis eingeführt. In der Zeit des Umbruchs wirkte in Gronau ein Jesuitenpater von 1519 bis 1539 als katholischer Priester und dann bis 1559 als evangelischer Pfarrer.
Mit dem Dreißigjährigen Krieg, der von 1618 bis 1648 wütete, wurde auch Gronau spätestens ab 1625 schwer in Mitleidenschaft gezogen. Die Bergstraße als wichtige Nord-Süd-Verbindung wurde immer wieder von den durchziehenden Heeren beider Konfessionen heimgesucht und völlig ausgeplündert. Die Einwohner Gronaus wurden Opfer von Hunger, Seuchen und Übergriffen der durchziehenden Truppen. Nur noch fünf Familiennamen aus der Zeit vor dem Krieg waren noch Ende des Krieges feststellbar. Viele Höfe waren verlassen und die Äcker lagen brach. Aus dem Jahre 1636 ist ein Brief des Gronauer Pfarrers an den Grafen zu Erbach erhalten, der um Hilfe vor dem Hungertod bat.
In kirchlicher Hinsicht gehörte das Kirchspiel Gronau vor der Reformation zum Archidiakonat Stift St. Viktor vor Mainz des Bensheimer Landkapitels. In der ersten Kirche, deren ältester Beleg aus dem Jahr 1387 stammt, hatten die Erbacher Grafen ihre Grablege. Zum Gronauer Kirchspiel gehörten neben Gronau das Schloss Schönberg und die Ortschaften Schönberg, Wilmshausen, Elmshausen und Zell
Nach dem Dreißigjährigen Krieg ging es langsam aufwärts mit dem Dorf und neue Familien siedeln sich an, um die Felder zu bestellen. Jedoch bereits 25 Jahre später folgten die französischen Reunionskriege, die für die Region neue Heimsuchungen brachten.
Um 1674 hatte der Ort wieder unter schweren Kriegssteuern und Einquartierungen zu leiden. Von der Flucht der Bauern in die Wälder, von Plünderungen und schließlich vom Raub der Kirchenglocken wird berichtet. Im Herbst 1696 wurde im Pfälzischen Erbfolgekrieg das Schloss Schönberg überfallen. Erst mit dem Frieden von Rijswijk, 1697, zogen sich die Franzosen hinter den Rhein zurück.
Zu Beginn des 18. Jahrhunderts kam das Dorf zur Ruhe und in einem Bericht aus dem Jahr 1804 werden 18 Bauernhäuser, 41 Handwerker- und Tagelöhnerhäuser und insgesamt 323 Einwohner gezählt. Wörtlich wird berichtet: „Der Ort hat einen ergiebigen Fruchtboden, baut Wein, gewinnt gutes Obst, besitzt schöne Privathecken (Bauernwald) und ist wohlhabend. Im übrigen fließen wegen von dortigen Einwohnern verübten Waldfrefeln jährlich mehrere hundert Gulden nach Bensheim.“. Dabei fällt die verhältnismäßig große Anzahl von Handwerkerfamilien auf. Von acht Webstühlen, von Küfern und anderen Handwerksberufen wird berichtet. Einige Leineweber waren bis gegen Ende des 19. Jahrhunderts nachweisbar.
Im Jahr 1717 kam es zur Teilung des Erbacher Grafenhauses und Schloss Schönberg wurde Sitz der jüngeren Linie Erbach-Schönberg unter Graf Georg August zu Erbach-Schönberg. Dieser erhielt die Ämter Schönberg und König und die Hälfte der Herrschaft Breuberg. Die Linie Erbach-Schönberg machte die Burg zu ihrem Wohnsitz, wodurch sie ihren heutigen Schlosscharakter erhielt.

### Vom 19. Jahrhundert bis heute

#### Gronau wird hessisch
Am 14. August 1806 erhob Napoleon die Landgrafschaft Hessen-Darmstadt, gegen deren Beitritt zum Rheinbund und Stellung hoher Militärkontingente an Frankreich, zum Großherzogtum. Durch die Rheinbundakte wurde die Grafschaft Erbach mediatisiert und zum größten Teil in das neu gegründete Großherzogtum Hessen eingegliedert, dazu gehörte auch das „Amt Schönberg“. Das Amt blieb vorerst als standesherrschaftliches Amt erhalten.
Bereits am 9. Dezember 1803 wurde durch eine Ausführungsverordnung das Gerichtswesen in der Landgrafschaft Hessen-Darmstadt neu organisiert.
Für das Fürstentum Starkenburg wurde das „Hofgericht Darmstadt“ als Gericht der zweiten Instanz eingerichtet. Die Rechtsprechung der ersten Instanz wurde durch die Ämter bzw. Standesherren vorgenommen. Das Hofgericht war für normale bürgerliche Streitsachen Gericht der zweiten Instanz, für standesherrliche Familienrechtssachen und Kriminalfälle die erste Instanz. Übergeordnet war das Oberappellationsgericht Darmstadt.
Damit hatten die Zente und die mit ihnen verbundenen Zentgerichte endgültig ihre Funktion eingebüßt. Die Bestimmungen galten auch im 1806 gegründeten Großherzogtum Hessen.
Der Wiener Kongress 1814/15 bestätigte die Zugehörigkeit der ehemaligen Grafschaft Erbach zum „Fürstentum Starkenburg“ des Großherzogtums Hessen. Daraufhin wurden 1816 im Großherzogtum Provinzen gebildet und dabei das vorher als „Fürstentum Starkenburg“ bezeichnete Gebiet in „Provinz Starkenburg“ umbenannt. 1821/22 wurden im Rahmen einer umfassenden Verwaltungsreform die Amtsvogteien in den Provinzen Starkenburg und Oberhessen aufgelöst und Landratsbezirke eingeführt, wobei 1822 das Amt Schönberg dem Landratsbezirk Lindenfels zugeteilt wurde. Im Rahmen dieser Reform wurden auch Landgerichte geschaffen, die nunmehr unabhängig von der Verwaltung waren. Die Landgerichtsbezirke entsprachen in ihrem Umfang den Landratsbezirken und für den Landratsbezirk Lindenfels war das Landgericht Fürth als Gericht erster Instanz zuständig. Für das Amt Schönberg wurde die Niedere Gerichtsbarkeit im Namen der Standesherren durch den Landrat ausgeübt. Erst 1826 gingen alle Funktionen des ehemaligen standesherrschaftlichen Amts Schönberg an die Landesinstitutionen über. Diese Reform ordnete auch die Administrative Verwaltung auf Gemeindeebene, wobei Gronau eine eigene Bürgermeisterei erhielt.
Die Statistisch-topographisch-historische Beschreibung des Großherzogthums Hessen berichtet 1829 über Gronau:

„Gronau (L. Bez. Lindenfels) luth. Pfarrdorf, liegt in einem schönen Thale, 2 1⁄2 St. von Lindenfels und gehört dem Grafen von Erbach-Schönberg. Der Ort hat 67 Häuser und 496 Einw., die bis auf 8 Reform. und 3 Kath. lutherisch sind. Von diesen gehören 347 dem Bauern- und 140 dem Gewerbsstand an. Man findet eine 1827 erweiterte Kirche, 1 Mahl- und Oelmühle und Weinbau. Die Grafen von Erbach hatten den Kirchsatz von Pfalz lehnbar gemacht. Im Jahr 1806 kam Gronau unter Hess. Hoheit.“

1832 wurden die Verwaltungseinheiten weiter vergrößert und es wurden Kreise geschaffen. Nach der am 20. August 1832 bekanntgegebenen Neugliederung sollte es in Süd-Starkenburg künftig nur noch die Kreise Bensheim und Lindenfels geben; der Landratsbezirk von Heppenheim sollte in den Kreis Bensheim fallen. Noch vor dem Inkrafttreten der Verordnung zum 15. Oktober 1832 wurde diese aber dahingehend revidiert, dass statt des Kreises Lindenfels neben dem Kreis Bensheim, der Kreis Heppenheim als zweiter Kreis gebildet wurde, zu dem jetzt Gronau gehörte. Mit der Grossherzoglichen Regierungsverordnung Nr. 37 vom 31. Dezember 1839 wurde mit Wirkung zum 15. Januar 1940 Gronau dem Kreis Bensheim zugeschlagen. Darin wurde weitere Orte des Zeller- und Schönberger-Tals vom Kreis Heppenheim getrennt und dem Kreis Bensheim angegliedert.
Ab 1839 wurde die Nibelungenstraße von Bensheim ins Lautertal bis Lindenfels ausgebaut und damit ein wichtiger Betrag zur Verbesserung der Infrastruktur des vorderen Odenwaldes geschaffen. Eine weitere Verbesserung wurde durch die Eröffnung der Main-Neckar-Bahn 1846 erreicht, die Bensheim zunächst mit Langen, Darmstadt und Heppenheim verband und wenig später bis Frankfurt, Heidelberg und Mannheim reichte.
Im Neuestes und gründlichstes alphabetisches Lexicon der sämmtlichen Ortschaften der deutschen Bundesstaaten von 1845 finden sich folgender Eintrag:

„Gronau b. Lindenfels. – Dorf mit evangel. Pfarrkirche, hinsichtlich der Kathol. zur Pfarrei Bensheim gehörig. – 67 H. 496 E. – Großherzogthum Hessen. – Prov. Starkenburg. – Kreis Bensheim. – Landger. Zwingenberg. – Hofgericht Darmstadt. – Das Dorf Gronau, in einem schönen Thale belegen, gehört zur Standesherrschaft des Grafen von Erbach-Schönberg, und hat 1 Kirche, 1 Mahl- u. Oelmühle, sowie Weinbau. Der Ort gehört erst seit dem Jahre 1806 zum Großherzogthum
Hessen.“

Infolge der Märzrevolution 1848 wurden mit dem „Gesetz über die Verhältnisse der Standesherren und adeligen Gerichtsherren“ vom 15. April 1848 die standesherrlichen Sonderrechte endgültig aufgehoben. Darüber hinaus wurden die Kreise und Landratsbezirke des Großherzogtums am 31. Juli 1848 abgeschafft und durch „Regierungsbezirke“ ersetzt, wobei die bisherigen Kreise Bensheim und Heppenheim zum Regierungsbezirk Heppenheim vereinigt wurden. Bereits vier Jahre später, im Laufe der Reaktionsära, kehrte man aber zur Einteilung in Kreise zurück und Gronau wurde wieder Teil des Kreises Bensheim.
Die im Dezember 1852 aufgenommenen Bevölkerungs- und Katasterlisten ergaben für Gronau: Lutherisches Pfarrdorf mit 548 Einwohnern. Dazu gehören die Klausenmühle und die Häuser am Gleisberg und Schleifberg. Die Gemarkung besteht aus 3078 Morgen, davon 969 Morgen Ackerland, 273 Morgen Wiesen, 89 Morgen Weiden und 1708 Morgen Wald.
In den Statistiken des Großherzogtums Hessen werden, bezogen auf Dezember 1867, für das Pfarrdorf Gronau eine eigene Bürgermeisterei, 85 Häuser, 514 Einwohnern, der Kreis Bensheim, das Landgericht Zwingenberg, die evangelische Pfarrei Gronau mit dem Dekanat in Lindenfels und die katholische Pfarrei Bensheim des Dekanats Bensheim, angegeben. Zur Gemarkung gehört auch die Mühle am Schleifberg (1 Haus, 10 Einw.).
Das zuständige Steuerkommissariat ist Zwingenberg der Destriktseinnehmerei Bensheim und Obereinnehmerei Bensheim. Die Dominalienverwaltung besteht aus dem Rentamt Lindenfels, dem Forstamt Lorsch mit der Oberförsterei Heppenheim.
Die hessischen Provinzen Starkenburg, Rheinhessen und Oberhessen wurden 1937 nach der 1936 erfolgten Auflösung der Provinzial- und Kreistage aufgehoben. Zum 1. November 1938 trat eine umfassende Gebietsreform auf Kreisebene in Kraft. In der ehemaligen Provinz Starkenburg war der Kreis Bensheim besonders betroffen, da er aufgelöst und zum größten Teil dem Kreis Heppenheim zugeschlagen wurde. Der Kreis Heppenheim übernahm auch die Rechtsnachfolge des Kreises Bensheim und erhielt den neuen Namen Landkreis Bergstraße.

#### Nachkriegszeit und Gegenwart
Wie die Einwohnerzahlen von 1939 bis 1950 zeigen, nahm auch Gronau nach dem Krieg viele Flüchtlinge und Vertriebene aus den ehemaligen deutschen Ostgebieten auf.
Im Mai 1957 wurde die erste befestigte Straße von Zell nach Gronau eröffnet.
Im Jahr 1961 wurde die Gemarkungsgröße mit 544 ha angegeben, davon waren 390 ha Wald.
Am 31. Dezember 1971 wurde die bis dahin selbständige Gemeinde Gronau im Zuge der Gebietsreform in Hessen auf freiwilliger Basis ein Stadtteil von Bensheim und zählt mit seinen circa 1300 Einwohnern zu den größeren Stadtteilen. Für Gronau wurde wie für alle Stadtteile von Bensheim ein Ortsbezirk mit Ortsbeirat und Ortsvorsteher nach der Hessischen Gemeindeordnung eingerichtet.
Noch bis ins 20. Jahrhundert waren die weitaus meisten Menschen in Gronau Bauern oder Weinbauern. Ein weiterer wichtiger Arbeitgeber war ein Steinbruchbetrieb. Heute fährt die arbeitende Bevölkerung wie in vielen Dörfern des Odenwalds mit dem Auto zu den auswärtigen Arbeitsplätzen.

### Gerichte in Hessen
Die erstinstanzliche Gerichtsbarkeit lag während der Zugehörigkeit zu Hessen bis 1822 beim standesherrlichen Amt Schönberg. 1822 kam es zu einer Übereinkunft zwischen dem Staat und dem Grafen von Erbach-Schönberg. Die Aufgaben der Verwaltung und der Rechtsprechung wurden getrennt. Die Verwaltung kam zum Landratsbezirk Lindenfels, für die  Rechtsprechung wurde das Landgericht Schönberg eingerichtet. Diese relativ kleine Einheit hatte aber nur kurz Bestand und wurde 1826 dem Bezirk des Landgerichts Fürth zugeschlagen. Bereits 1839 wechselte die Zuständigkeit für Gronau erneut: Gerichtlich kam es zum Landgericht Zwingenberg, verwaltungsseitig zum Kreis Bensheim.
Anlässlich der Einführung des Gerichtsverfassungsgesetzes mit Wirkung vom 1. Oktober 1879 wurden die bisherigen großherzoglich hessischen Landgerichte durch Amtsgerichte an gleicher Stelle ersetzt, während die neu geschaffenen Landgerichte als Obergerichte fungierten. Erstinstanzlich zuständig war nun das Amtsgericht Zwingenberg im Bezirk des Landgerichts Darmstadt.
Am 1. Mai 1902 wurde das Amtsgericht Bensheim neu errichtet und die Orte Bensheim, Elmshausen, Gadernheim, Gronau, Lautern, Raidelbach, Reichenbach, Schönberg, Wilmshausen und Zell bildeten den neuen Gerichtsbezirk.

### Namensherkunft
Urkundlich erwähnt als Grunouue um 1200, als Gruna 1443, als Gronau 1602 und als Grunaw 1640.
Die lateinische Herkunftsbezeichnung lautet für 1615: Grunaviensis.
Bedeutung: 
- Glied 1: deutsch: grün 'eine Farbe'
- Glied 2: älterneuhochdeutsch: aue 'baumbestandene Landschaft am Wasser'

### Verwaltungsgeschichte im Überblick
Die folgende Liste zeigt die Staaten bzw. Herrschaftsgebiete und deren untergeordnete Verwaltungseinheiten, in denen Gronau lag:
- vor 1717: Heiliges Römisches Reich, Grafschaft Erbach, Amt Schönberg
- ab 1717: Heiliges Römisches Reich, Grafschaft Erbach-Schönberg (Anteil an der Grafschaft Erbach), Amt Schönberg
- ab 1806: Großherzogtum Hessen (Mediatisierung), Fürstentum Starkenburg, Amt Schönberg (zur Standesherrschaft Erbach gehörig)
- ab 1815: Großherzogtum Hessen[Anm. 1], Provinz Starkenburg, Amt Schönberg (zur Standesherrschaft Erbach gehörig)
- ab 1821: Großherzogtum Hessen, Provinz Starkenburg, Landratsbezirk Lindenfels[Anm. 2]
- ab 1832: Großherzogtum Hessen, Provinz Starkenburg, Kreis Heppenheim
- ab 1840: Großherzogtum Hessen, Provinz Starkenburg, Kreis Bensheim
- ab 1848: Großherzogtum Hessen, Regierungsbezirk Heppenheim
- ab 1852: Großherzogtum Hessen, Provinz Starkenburg, Kreis Bensheim
- ab 1867: Großherzogtum Hessen, Provinz Starkenburg, Kreis Bensheim
- ab 1871: Deutsches Reich,[Anm. 3] Großherzogtum Hessen, Provinz Starkenburg, Kreis Bensheim
- ab 1918: Deutsches Reich, Volksstaat Hessen,[Anm. 4] Provinz Starkenburg, Kreis Bensheim
- ab 1938: Deutsches Reich, Volksstaat Hessen, Landkreis Bergstraße[27][Anm. 5]
- ab 1945: Amerikanische Besatzungszone, Groß-Hessen, Regierungsbezirk Darmstadt, Landkreis Bergstraße
- ab 1946: Amerikanische Besatzungszone, Land Hessen, Regierungsbezirk Darmstadt, Landkreis Bergstraße
- ab 1949: Bundesrepublik Deutschland, Land Hessen, Regierungsbezirk Darmstadt, Landkreis Bergstraße
- ab 1972: Bundesrepublik Deutschland, Land Hessen, Regierungsbezirk Darmstadt, Landkreis Bergstraße, Stadt Bensheim[Anm. 6]

## Bevölkerung

### Einwohnerstruktur 2011
Nach den Erhebungen des Zensus 2011 lebten am Stichtag dem 9. Mai 2011 in Gronau 1203 Einwohner. Darunter waren 24 (2,0 %) Ausländer. Nach dem Lebensalter waren 216 Einwohner unter 18 Jahren, 495 waren zwischen 18 und 49, 399 zwischen 50 und 64 und 318 Einwohner waren älter. Die Einwohner lebten in 501 Haushalten. Davon waren 132 Singlehaushalte, 153 Paare ohne Kinder und 150 Paare mit Kindern, sowie 57 Alleinerziehende und 12 Wohngemeinschaften. In 96 Haushalten lebten ausschließlich Senioren und in 342 Haushaltungen lebten keine Senioren.

### Einwohnerentwicklung
| • 1829: | 496 Einwohner, 67 Häuser |
| • 1867: | 514 Einwohner, 85 Häuser |

| Gronau: Einwohnerzahlen von 1829 bis 2023 | Gronau: Einwohnerzahlen von 1829 bis 2023 | Gronau: Einwohnerzahlen von 1829 bis 2023 | Gronau: Einwohnerzahlen von 1829 bis 2023 | Gronau: Einwohnerzahlen von 1829 bis 2023 |
| --- | ----------------------------------------- | ----------------------------------------- | ----------------------------------------- | ----------------------------------------- |
| Jahr |                                           |                                           |                                           | Einwohner                                 |
| 1829 | 1829                                      |                                           | 496                                       | 496                                       |
| 1834 | 1834                                      |                                           | 532                                       | 532                                       |
| 1840 | 1840                                      |                                           | 528                                       | 528                                       |
| 1846 | 1846                                      |                                           | 536                                       | 536                                       |
| 1852 | 1852                                      |                                           | 548                                       | 548                                       |
| 1858 | 1858                                      |                                           | 504                                       | 504                                       |
| 1864 | 1864                                      |                                           | 514                                       | 514                                       |
| 1871 | 1871                                      |                                           | 517                                       | 517                                       |
| 1875 | 1875                                      |                                           | 520                                       | 520                                       |
| 1885 | 1885                                      |                                           | 486                                       | 486                                       |
| 1895 | 1895                                      |                                           | 477                                       | 477                                       |
| 1905 | 1905                                      |                                           | 530                                       | 530                                       |
| 1910 | 1910                                      |                                           | 512                                       | 512                                       |
| 1925 | 1925                                      |                                           | 517                                       | 517                                       |
| 1939 | 1939                                      |                                           | 502                                       | 502                                       |
| 1946 | 1946                                      |                                           | 727                                       | 727                                       |
| 1950 | 1950                                      |                                           | 756                                       | 756                                       |
| 1956 | 1956                                      |                                           | 688                                       | 688                                       |
| 1961 | 1961                                      |                                           | 704                                       | 704                                       |
| 1967 | 1967                                      |                                           | 779                                       | 779                                       |
| 1970 | 1970                                      |                                           | 802                                       | 802                                       |
| 1980 | 1980                                      |                                           | ?                                         | ?                                         |
| 1990 | 1990                                      |                                           | ?                                         | ?                                         |
| 2000 | 2000                                      |                                           | ?                                         | ?                                         |
| 2007 | 2007                                      |                                           | 1.248                                     | 1.248                                     |
| 2010 | 2010                                      |                                           | 1.227                                     | 1.227                                     |
| 2011 | 2011                                      |                                           | 1.203                                     | 1.203                                     |
| 2015 | 2015                                      |                                           | 1.216                                     | 1.216                                     |
| 2019 | 2019                                      |                                           | 1.228                                     | 1.228                                     |
| 2023 | 2023                                      |                                           | 1.179                                     | 1.179                                     |
| Datenquelle: Historisches Gemeindeverzeichnis für Hessen: Die Bevölkerung der Gemeinden 1834 bis 1967. Wiesbaden: Hessisches Statistisches Landesamt, 1968. Weitere Quellen: ; Stadt Bensheim:; Zensus 2011 |                                           |                                           |                                           |                                           |

### Historische Religionszugehörigkeit
| • 1829: | 455 lutheranische (= 97,01 %), 3 katholische (= 0,64 %), 8 reformierte (= 1,71 %) Einwohner |
| • 1961: | 515 evangelische (= 73,15 %), 149 katholische (= 21,16 %) Einwohner                         |

## Politik
Für Gronau besteht ein Ortsbezirk (Gebiete der ehemaligen Gemeinde Gronau) mit Ortsbeirat und Ortsvorsteher nach der Hessischen Gemeindeordnung. Der Ortsbeirat besteht aus sieben Mitgliedern. Seit den Kommunalwahlen in Hessen 2021 gehören ihm nur Mitglieder der „Unabhängigen Wählergemeinschaft Gronau“ (UWG). Die Wahlbeteiligung zum Ortsbeirat lag bei 60,20 %. an. Ortsvorsteher ist Stefan Hebenstreit (UWG).

## Kultur und Sehenswürdigkeiten
- Der gesamte alte Ortskern steht unter Denkmalschutz.
- Die evangelische St.-Anna-Kirche wurde von Ignaz Opfermann geplant und 1834 fertiggestellt.
- Die alte Gronauer Volksschule wurde im Jahre 1814 erbaut. Das alte Rat- und Schulhaus steht auf dem Dorfplatz, genannt auch der Römer, gegenüber der Dorfkirche. Der Klassenraum war gleichzeitig der Rathaussaal. Außerdem war in dem Gebäude eine Lehrerwohnung untergebracht. Der Abbruch des alten und der Bau des neuen Rat- und Lehrerhauses erfolgt 1884. Doch die Zahl der Schulkinder hatte in Gronau bis 1902 so zugenommen, dass die Sitzplätze nicht mehr ausreichten. Die Einrichtung einer zweiten Schulstelle war daher nötig geworden.[34]

## Persönlichkeiten
- Gustav Simon (1811–1870), Oberpfarrer, Dekan und Historiker